# Nanping Zhen (köping i Kina, lat 23,76, long 105,20)
Nanping Zhen (kinesiska: 南屏, 南屏镇) är en köping i Kina. Den ligger i provinsen Yunnan, i den sydvästra delen av landet, omkring 290 kilometer sydost om provinshuvudstaden Kunming.
Genomsnittlig årsnederbörd är 1 540 millimeter. Den regnigaste månaden är juni, med i genomsnitt 311 mm nederbörd, och den torraste är februari, med 11 mm nederbörd.